# Chonothea
Chonothea – rodzaj kikutnic z nadrodziny Ascorhynchoidea.
Rodzaj opisany został w 1983 roku przez Koichiro Nakamurę i Allana Childa dla nowo opisanego gatunku C. hians. Autorzy umieścili go w rodzinie Ammotheidae, jednak według PycnoBase ma on status incertae sedis w obrębie nadrodziny Ascorhynchoidea.
Ciało w obrysie trójkątne, chelae nieobecne, nogogłaszczki jednoczłonowe i owalne, scapus jednoczłonowy, a ryjek bardzo duży i baryłkowaty. Pierwsze biodra bez guzków grzbietowo-dystalnych. Odnóża króczne krótkie i tęgie. Propodus bez pazurków bocznych. Owigery złożone z siedmiu członów.
Do rodzaju tego należą dwa opisane gatunki:
- Chonothea hians Nakamura et Child, 1983
- Chonothea verrucosa Nakamura et Child, 1991